# Garden City (Georgia)
Garden City es una ciudad ubicada en el condado de Chatham, Georgia, Estados Unidos. Tiene una población estimada, a mediados de 2021, de 10 306 habitantes.
Es parte del área metropolitana de Savannah.
En parte industrial y en parte residencial, la ciudad es sede de gran parte de la industria pesada del condado de Chatham. En la localidad está la terminal más grande y concurrida del Puerto de Savannah, que es la operación principal de la Autoridad Portuaria de Georgia.

## Demografía

### Censo de 2020
Según el censo de 2020, en ese momento había 10 289 habitantes y 4064 hogares en la localidad. La densidad de población era de 277.41 hab./km². Había 4521 viviendas, con una densidad de 121.9/km².
| Raza                   | Núm.   | Porc.  |
| ---------------------- | ------ | ------ |
| Afroamericanos         | 4004   | 38.92% |
| Blancos                | 3436   | 33.39% |
| Amerindios             | 108    | 1.05%  |
| Asiáticos              | 124    | 1.21%  |
| Isleños del Pacífico   | 22     | 0.21%  |
| Otras razas            | 1750   | 17.01% |
| De una mezcla de razas | 845    | 8.21%  |
| Total                  | 10 289 | 100%   |

Del total de la población, el 26.18% eran hispanos o latinos de cualquier raza.

### Censo de 2010
Según el censo de 2010, en ese momento había 8778 personas, 3981 hogares y 2663 familias en la ciudad. La densidad de población era de 232.1 hab./ km². Había 3704 viviendas, lo que representaba una densidad de 98.0/km². La distribución por razas de la ciudad era; 49.2% blancos, 37.4% afroamericanos, 0,4% amerindios, 1.4% asiáticos, 0.2% isleños del Pacífico, el 8,9% de otras razas y 2,5% de una mezcla de razas. Del total de la población,  el 16.7% eran hispanos o latinos de cualquier raza.

## Geografía
La ciudad está ubicada en las coordenadas 32°5′14″N 81°10′36″O / 32.08722, -81.17667 (32.087221, -81.176614). Según la Oficina del Censo, tiene un área total de 37.49 km², de la cual 37.09 km² son tierra y 0.40 km² son agua.